# Carpi d’Adige
Carpi d’Adige (Carpi an der Etsch, auch Carpi di Villa Bartolomea) ist ein Ortsteil der Gemeinde Villa Bartolomea in der Provinz Verona, Region Veneto, Italien, mit 1030 Einwohnern.

## Pfarrkirche
Die Pfarrkirche S. Margherita, ein einschiffiger Bau, dessen neoklassische Fassade von zwei Tourellen mit Spitzdächern geschmückt ist, wurde in der Zeit von 1856 bis 1864 nach einem Entwurf des Architekten Ferrari Benedetto aus Legnago errichtet und am 20. August 1864 von Kardinal Luigi di Canossa geweiht. Fünfzig Jahre später wurde ein freistehender Campanile im neugotischen Stil ergänzt.

## Schlacht bei Carpi
Carpi wurde historisch bekannt durch die Schlacht bei Carpi vom 9. Juli 1701, die den Auftakt zum Spanischen Erbfolgekrieg bildete, und in der es den Österreichern unter Prinz Eugen von Savoyen gelang, den als Durchgang zum Mincio strategisch wichtigen, von Feldmarschall Saint Frémont befestigten und mit 1.200 Mann verteidigten Ort einzunehmen.